# Lưu Đôn
Lưu Đôn (giản thể: 刘惇; phồn thể: 劉惇; bính âm: Liu Dun; ? – ?), tự Tử Nhân (子仁), là quan viên Đông Ngô thời Tam Quốc trong lịch sử Trung Quốc.

## Cuộc đời
Lưu Đôn quê ở huyện Bình Nguyên, nước Bình Nguyên, Thanh Châu, tinh thông chiêm tinh, đoán số.
Cuối thời Đông Hán, loạn lạc xảy ra, Lưu Đôn đi khắp nơi để lánh nạn. Cuối cùng, khoảng năm 199–200, Đôn đến Lư Lăng, làm khách của thái thú Tôn Phụ. Lưu Đôn thường quan sát thiên văn để bói toán, nhờ thế mà nổi tiếng khắp Giang Nam. Mỗi khi có thủy tai, hạn hán, tặc phỉ, Đôn đều dự đoán ngày tháng, không lần nào không trúng. Việc đến tai Tôn Phụ, Phụ vô cùng ngạc nhiên, bái Lưu Đôn làm Quân sư. Trong quân ai ai cũng tôn kính Đôn, đặt hiệu là "Thần minh" (神明). Mấy năm sau, Tôn Phụ âm mưu tạo phản nhưng thất bại, bị Tôn Quyền lưu đày, Lưu Đôn làm phụ tá cho Quyền.
Năm 204, Tôn Quyền ở Dự Chương, thấy tinh tượng xảy ra biến hóa, bèn hỏi Lưu Đôn. Đôn đáp: Tai ở Đan Dương. Lại nói: Khách thắng chủ nhân, đến ngày sẽ được tin. Không lâu sau, Biên Hồng tạo phản, giết thái thú Đan Dương Tôn Dực, hết thảy đều trúng với lời Lưu Đôn tiên đoán.
Lưu Đôn am hiểu toàn bộ thuật số, đặc biệt là Thái Ất, mỗi lần có đại sự đều có thể đoán trúng, không những thế còn có thể đoán ra chi tiết rõ ràng. Danh nho Điêu Huyền cũng lấy làm lạ. Lưu Đôn vô cùng quý kỳ thuật của mình, không chịu nói hay dạy bất kỳ ai, nên đến khi Đôn chết thì cũng thất truyền.

## Trong văn hóa
Lưu Đôn không xuất hiện trong tiểu thuyết Tam quốc diễn nghĩa của La Quán Trung.